# Église Saint-Sardos-et-Sainte-Anne de Laurenque
L'église Saint-Sardos et Sainte-Anne de Laurenque est une église catholique située à Gavaudun, en France.

## Localisation
L'église est située dans le département français de Lot-et-Garonne, sur la commune de Gavaudun.

## Historique
Le village de Laurenque possédait deux églises :
- l'église paroissiale Notre-Dame dite aussi Sainte-Anne de Castelle,
- l'église conventuelle du prieuré dite de Saint-Sardos qui dépendait du chapitre de la cathédrale de Sarlat.

Contrairement à ce qu'affirme l'abbé Barrère, l'église ne remonte pas au Xe siècle, mais au début du XIIe siècle comme le montre Georges Tholin. L'église a retenu l'intérêt des historiens de l'art car, bien que petite, elle est entièrement voûtée et son ornementation est originale. Elle a cependant subi des dégâts au cours des guerres de religion. La partie la plus ancienne est :
- l'abside avec un chœur, décoré de neuf arcades sur colonnes, dont les cintres encadrent trois fenêtres,
- la nef de trois travées à peu près carrées dont les deux extrêmes sont voûtées en berceau plein cintre, tandis que celle du milieu est recouverte par une coupole sur pendentifs. La  porte ouverte dans la façade occidentale possède une décoration curieuse.

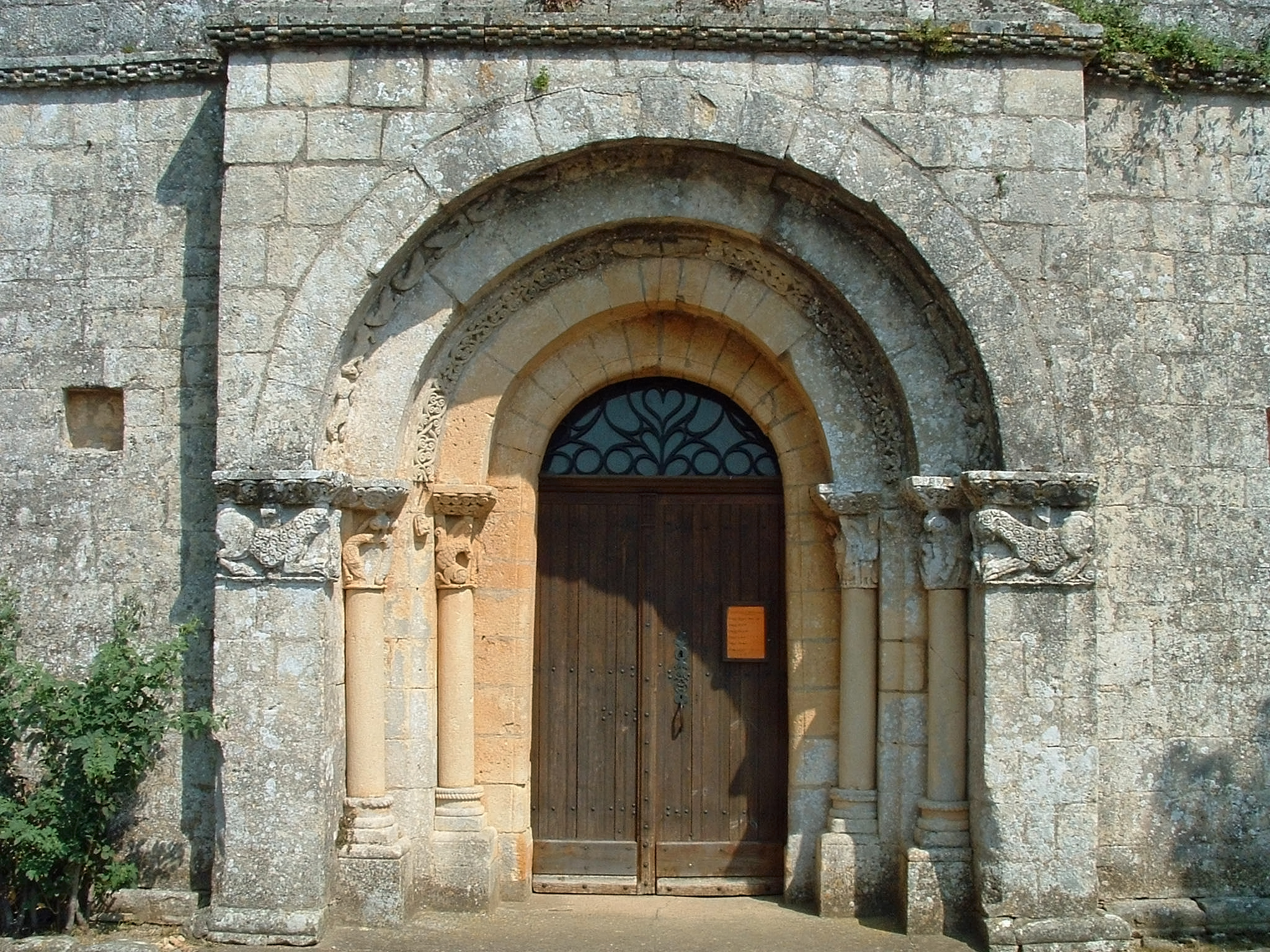
Portail occidental
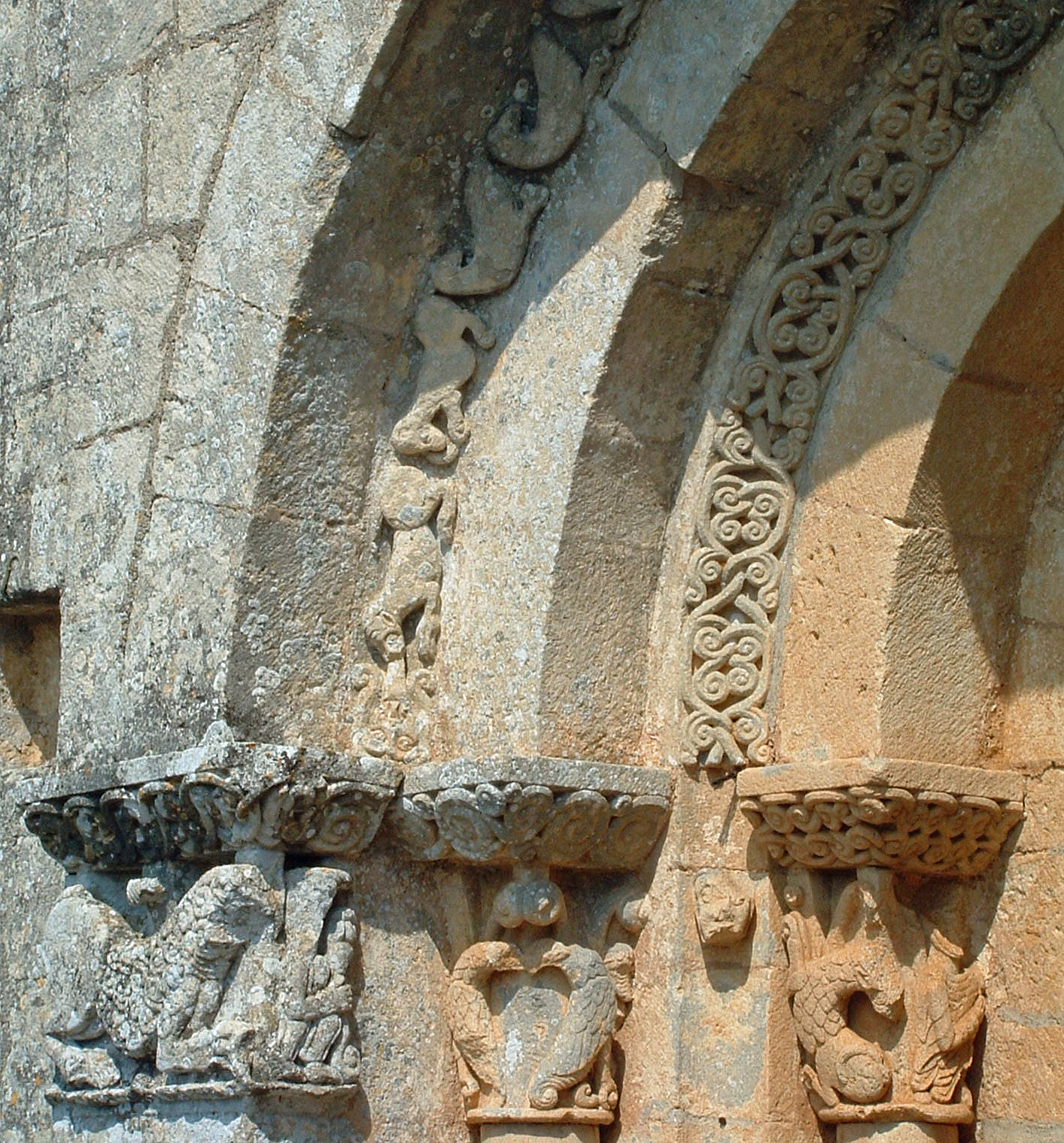
Portail occidental : voussures en retrait, chapiteaux et décoration entre voussures
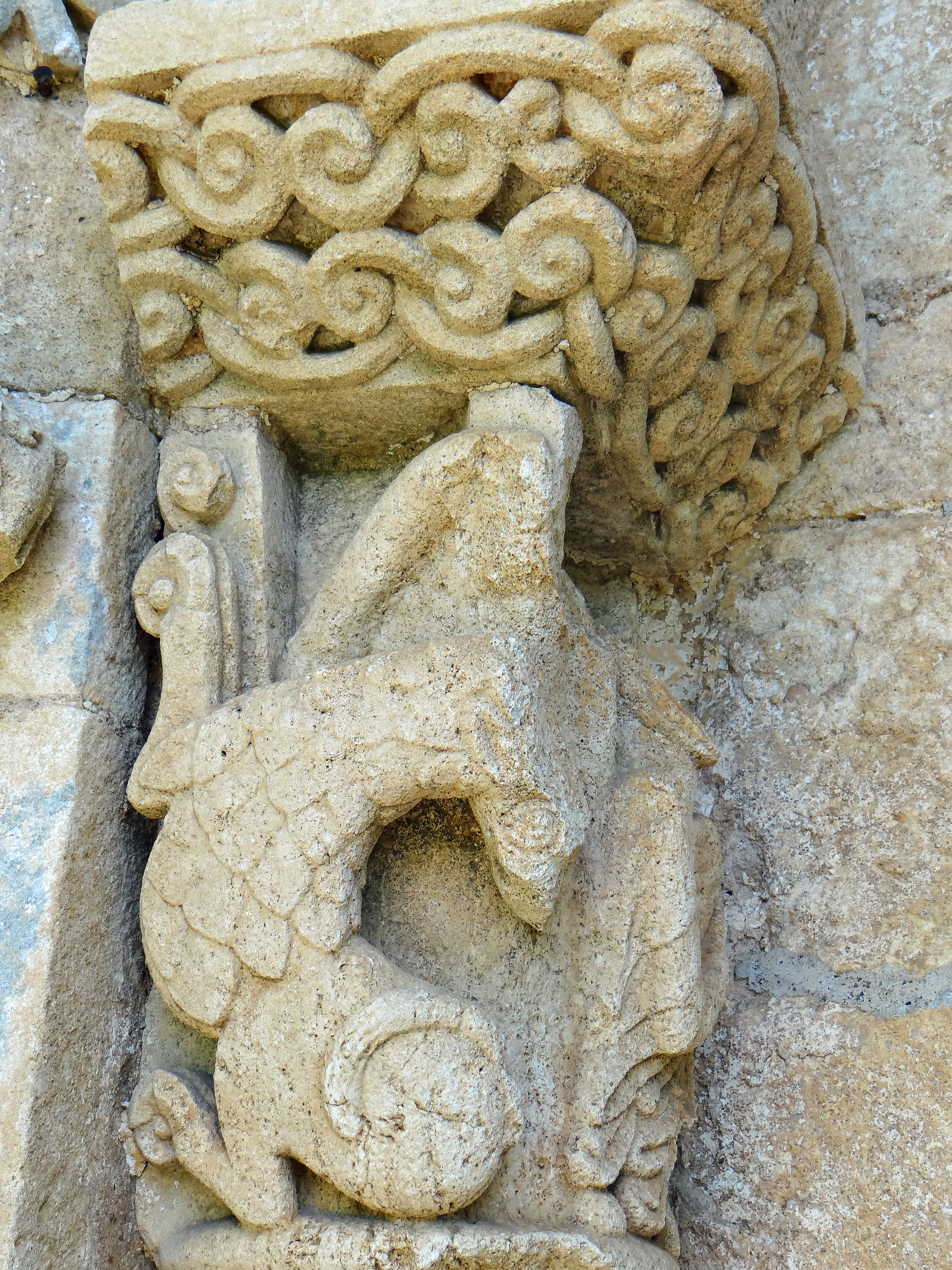
Chapiteau

Les murs latéraux de la travée après le chœur ont été ouverts au XVe siècle pour donner accès aux chapelles latérales carrées.

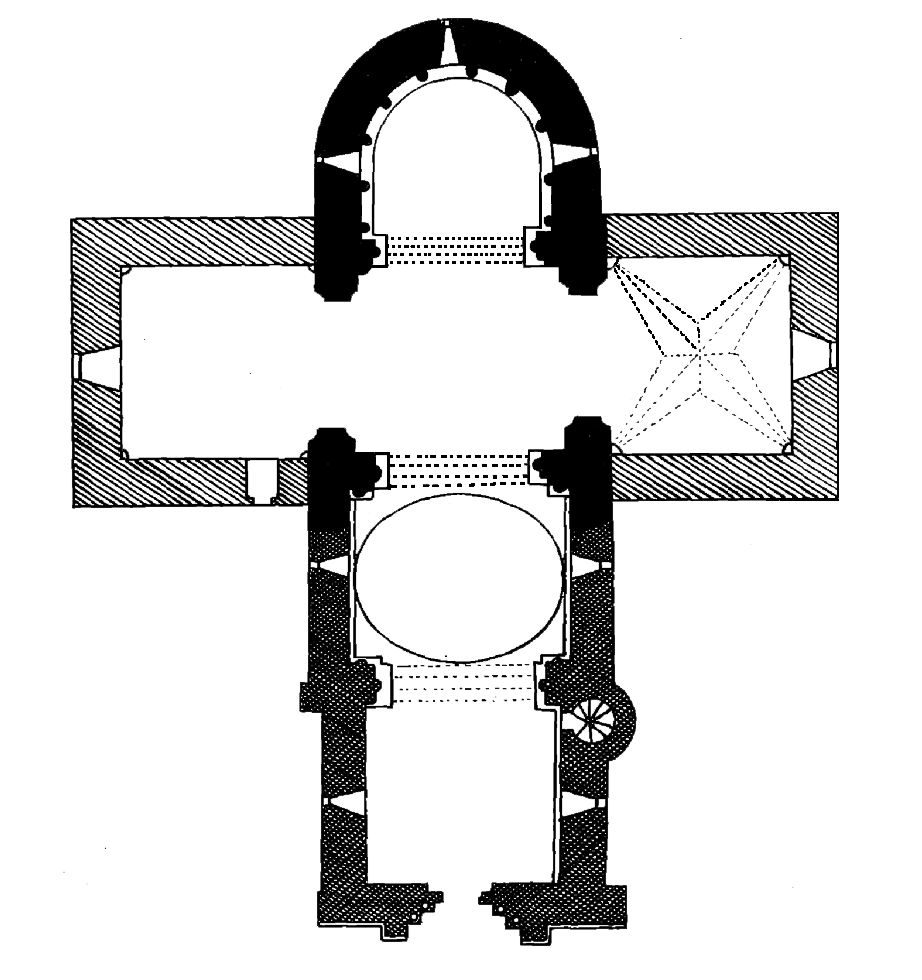
Plan de l'église Saint-Sardos de Laurenque
Revue de l'Agenais (1909)

L'église du prieuré a été détruite au cours des guerres de religion par les protestants. L'église paroissiale a été restaurée et alors porté le double titre de Saint-Sardos (ou Saint-Sacerdos) et de Sainte-Anne de Laurenque. C'est aussi ce qu'écrit dans son procès-verbal de visite du 1er juin 1601 Mgr Nicolas de Villars, évêque d'Agen. En 1616 il n'y avait toujours pas de service dans l'église paroissiale comme l'écrit l'archiprêtre de Villeréal dans sa visite du 4 décembre 1616 des églises paroissiales et du prieuré qui sont toutes découvertes. Dans ce document on apprend que cela faisait plus de 45 ans qu'il n'y avait plus de service dans l'église du prieuré qui aurait donc été incendiée en 1569.
Jusqu'au XVIIe siècle, l'église paroissiale était une dépendance du prieuré. L'évêque d'Agen Jules Mascaron décrit l'église après sa visite du 16 avril 1682. Elle est couverte et elle a une chapelle du côté de l'épître, c'est-à-dire du côté droit de l'autel, vu par les fidèles. Celle-ci est recouverte d'une voûte en étoile à la mode dans l'Agenais au XVIe siècle. 
L'autre chapelle, du côté de l'évangile, est alors à moitié démolie. Elle a été réparée en 1730 par le curé, Pierre Combes. Le prieuré n'est alors plus cité dans les documents. Dans sa visite de 1738, l'évêque d'Agen, Mgr de Chabannes la trouve grande, bien voûtée et bien pavée. En 1770, Mgr d'Usson de Bonnac l'a décrit bien voûtée, la nef bien voûtée, mal carrelée.
Le 20 fructidor an IV (6 septembre 1796), il est noté : « Église de Laurenque, édifice et couvert en pierres en bon état, mais point de vitres, rendu au service du culte depuis six mois. Cette église est isolée, elle n'est susceptible d'être vendue ni louée ».
L'édifice est classé au titre des monuments historiques en 1912.

## Description
L'église de Laurenque est en croix latine, mais les chapelles formant croisillons ont été ajoutées à une date bien postérieure à la nef.
Pour le chanoine Marboutin, l'église se rattache à l'école périgourdine. La présence de gros piliers engagés dans les murs latéraux séparant les trois travées carrées de la nef peut laisser penser que le constructeur voulait construire des coupoles sur pendentifs.
Le chœur et l'abside sont couverts d'une voûte en cul-de-four plein cintre. L'abside est décorée de neuf arcades soutenues par des colonnes.

### Portail occidental
Le portail est ouvert dans la façade occidentale de l'église. Il a une triple retraite. Deux colonnes sont placées de chaque côté dans les pieds-droits. Quatre bandeaux composent les archivoltes plein cintre. Ils  abritent dans leurs angles rentrants deux plates-bandes ornées l'une  d'entrelacs  et  de  rinceaux,  l'autre  de  quadrupèdes et de poissons. 
Ce portail n'a pas de tympan. Il est  placé  dans  un  massif  de  maçonnerie  en  avancement  sur  la  façade, massif dont l'amortissement correspond à un cordon de trois rangs de billettes.
L'ornementation  de  ce  portail  est  curieuse. Elle a été analysée par l'abbé Barrère Deux lions, dont l'un lutte avec un serpent, se voient sur les impostes. La scène de la tentation au paradis terrestre est représentée sur un chapiteau. La détérioration des sculptures rend d'autres sujets indéterminables. On trouve au sommet de la plate-bande inférieure deux poissons. Le poisson était pour les premiers chrétiens symbolisait Jésus-Christ d'après saint Augustin, ou l'image du Chrétien régénéré par le baptême d'après Tertullien dont les lettres grecques IXΘYΣ signifiaient Jésus-Christ, Fils de Dieu, Sauveur.

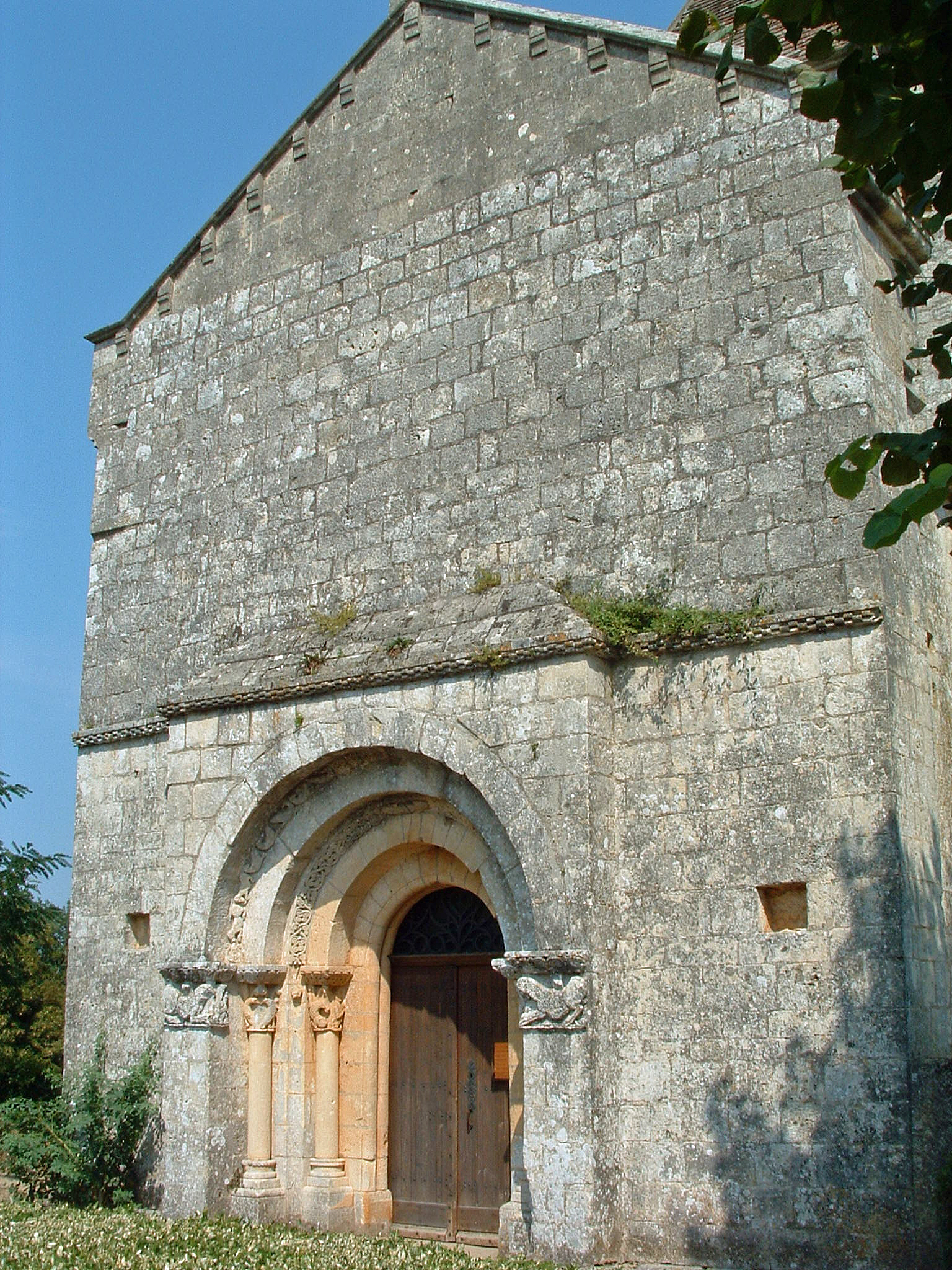
Ensemble de la façade occidentale
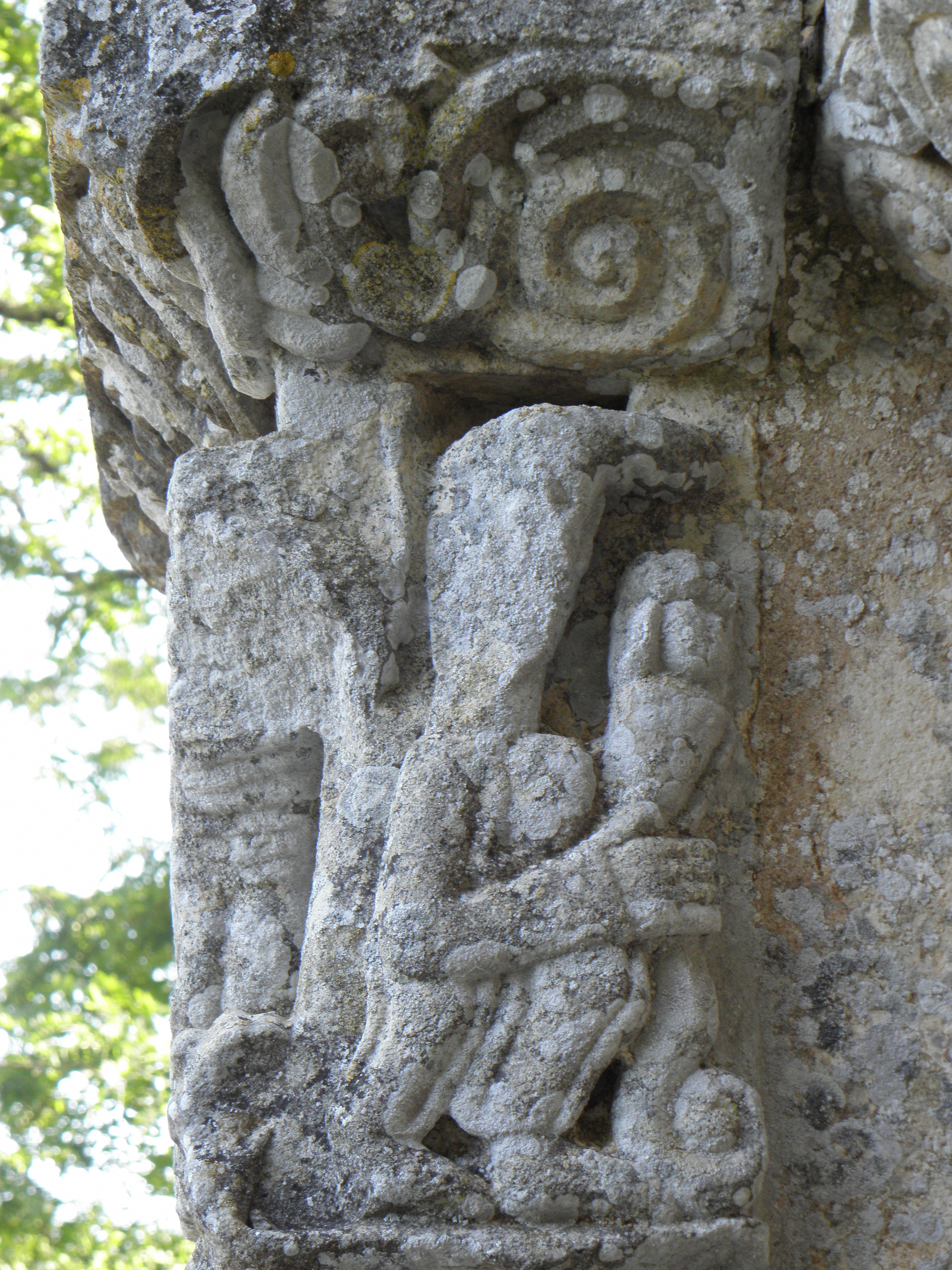
Chapiteau du portail occidental
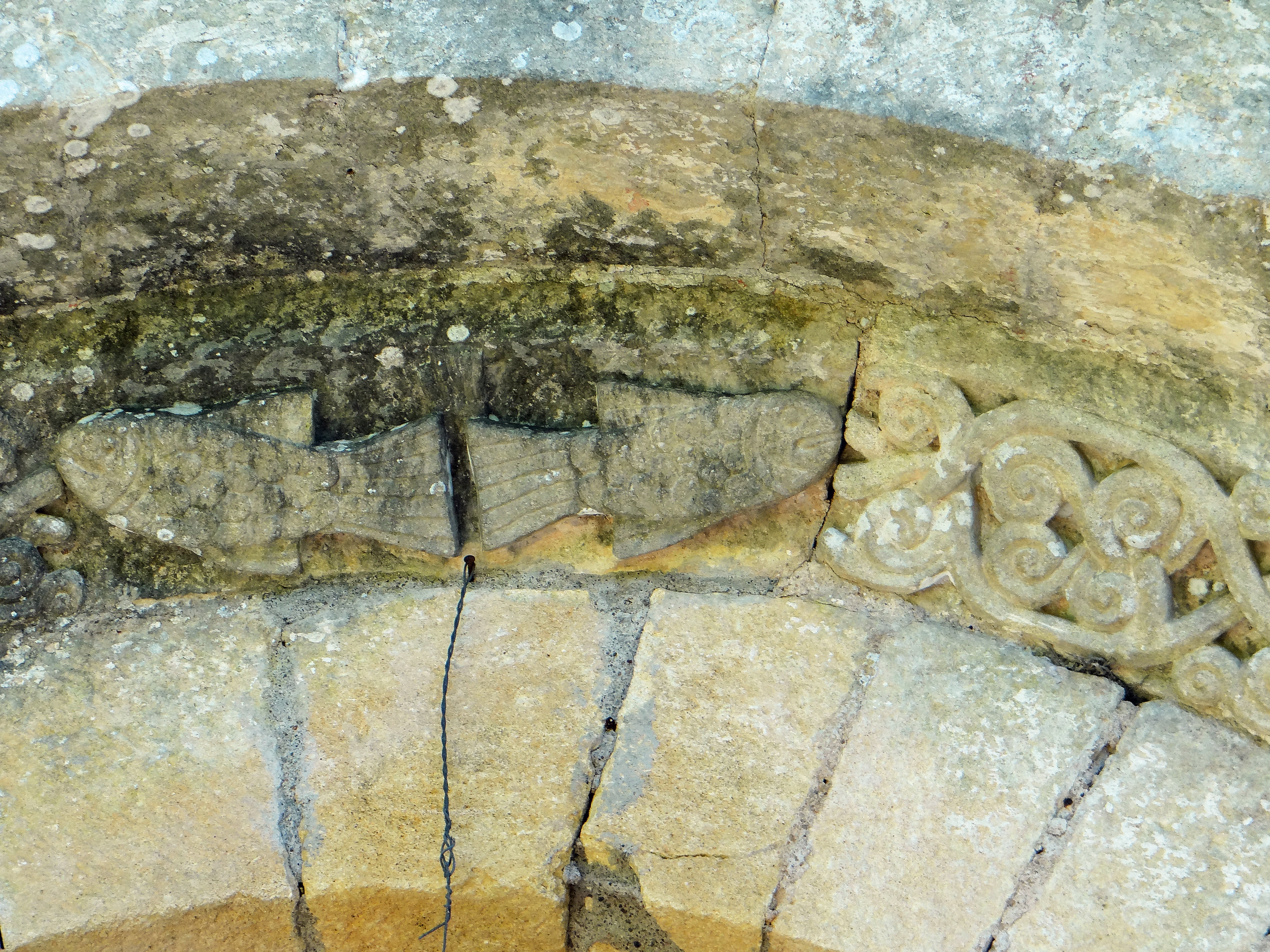
Plate-bande avec deux poissons et entrelacs
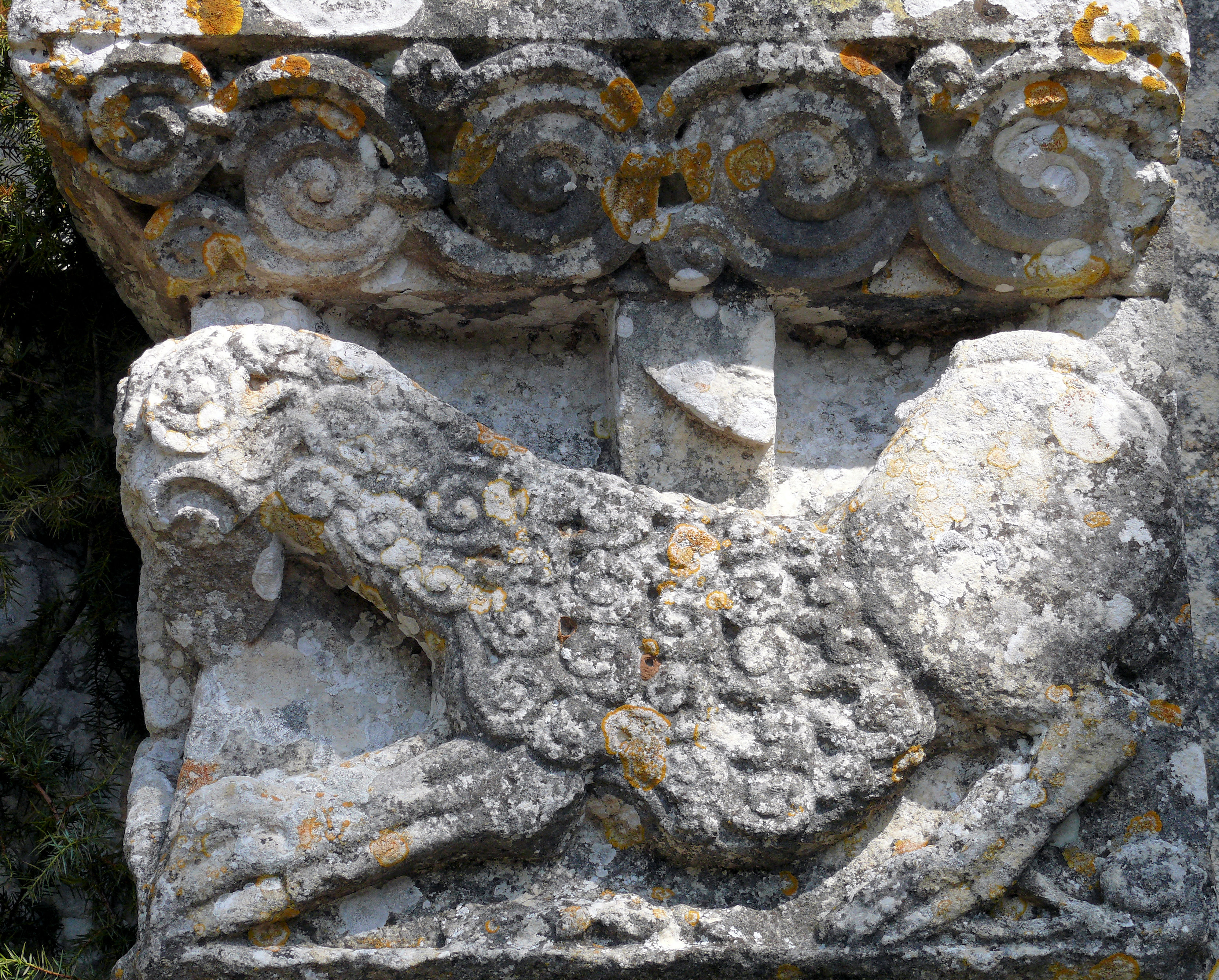
Lion sur l'imposte

### Abside
L'abside n'avait pas de contreforts. Les contreforts actuels ont été ajoutés au XIXe siècle. Son couronnement est supporté par des modillons ornés de dessins géométriques ou de têtes grimaçantes. Dans chaque pierre entre les modillons des trous ronds font office de métopes.

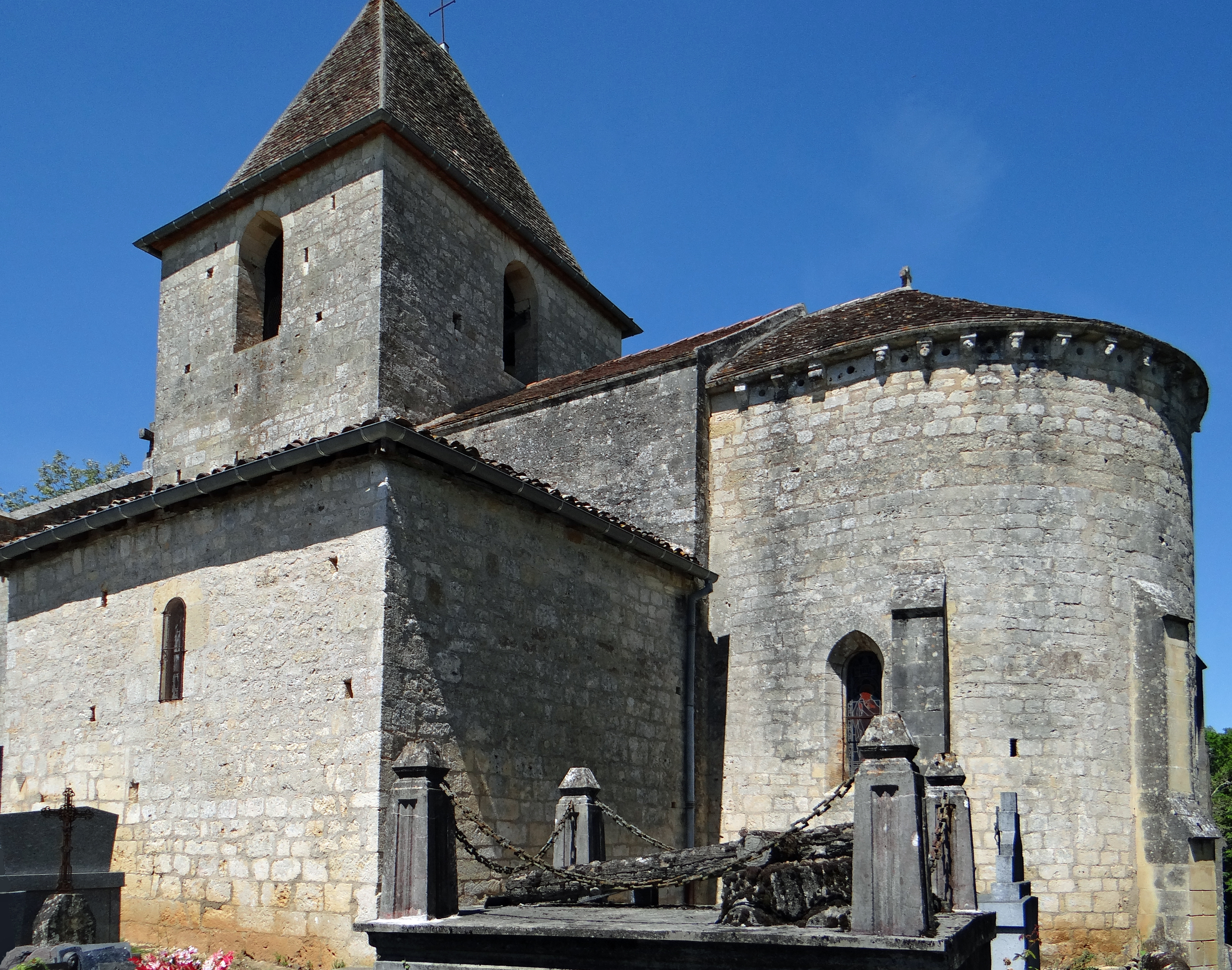
L'église vue depuis le chevet
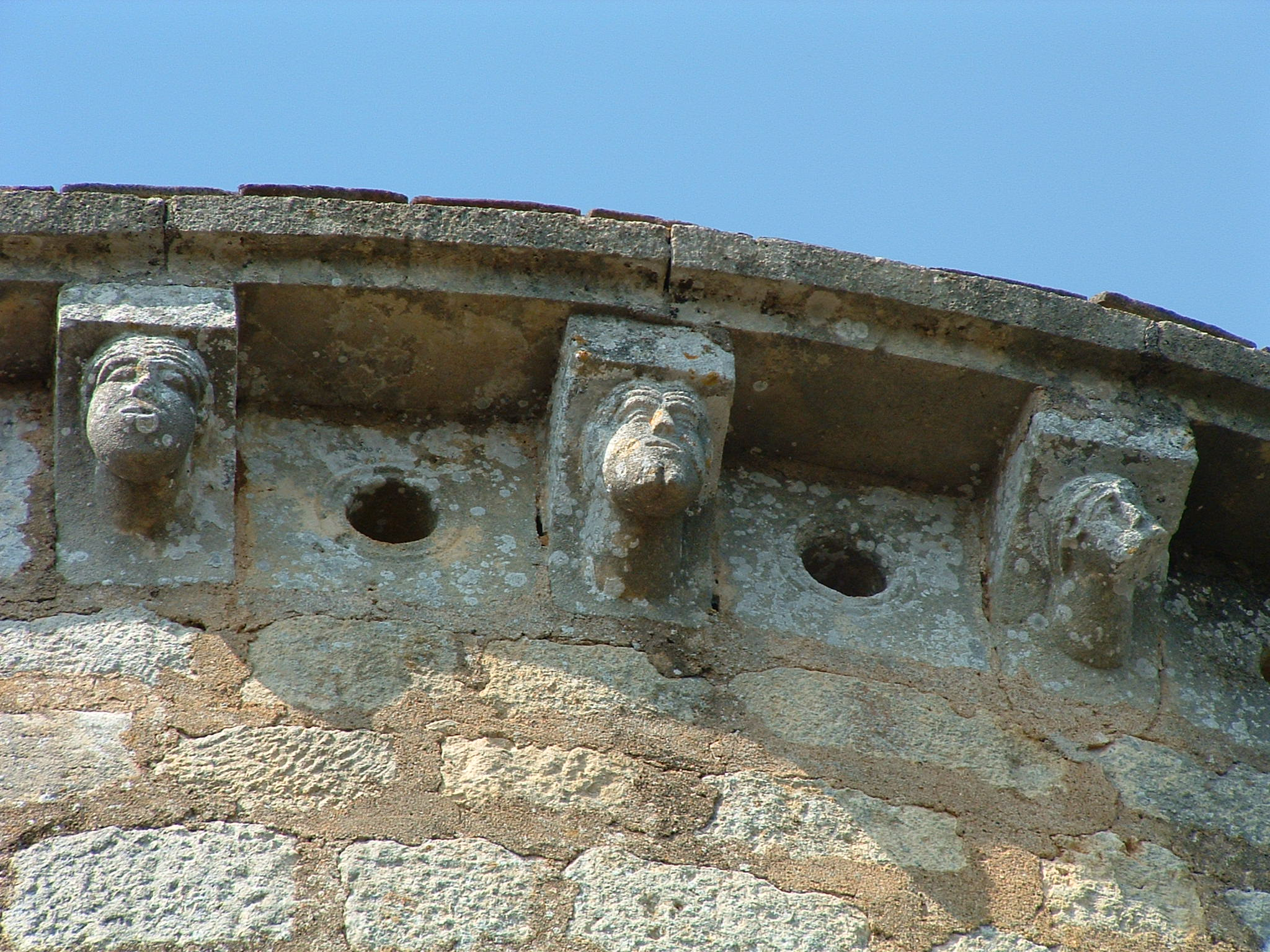
Couronnement de l'abside avec des modillons à têtes grimaçantes et des métopes percés de trous ronds
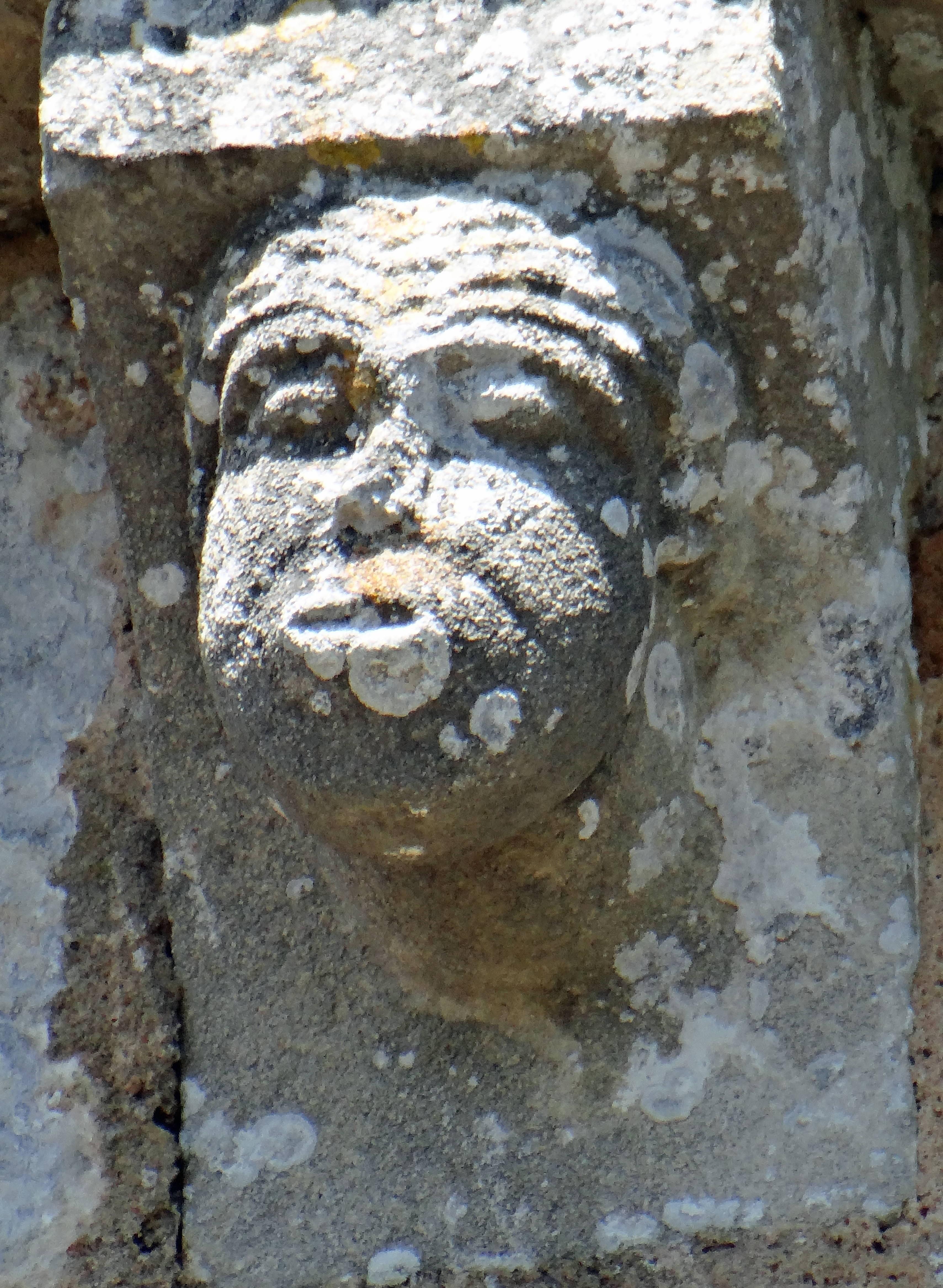
Modillon à tête d'homme
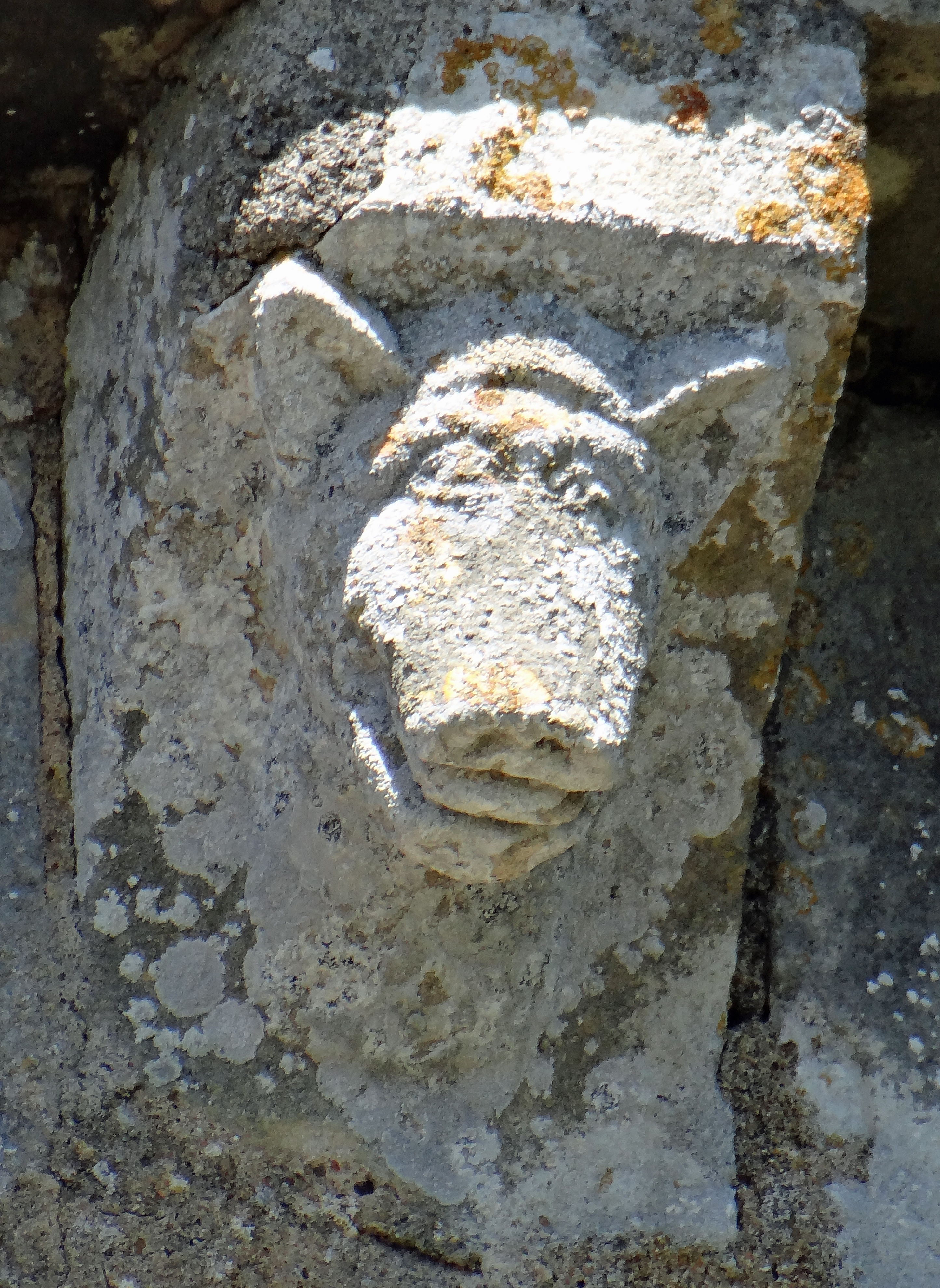
Modillon à tête d'animal